# Per-Åge Skrøder
Per-Åge Skrøder (født 4. august 1978 i Sarpsborg) er en norsk tidligere professionel ishockey spiller. I sin karriere spillede han for Lillehammer Ishockeyklubb og Sparta Warriors i Norge samt de svenske klubber Frölunda HC, Linköpings HC, HV 71, Södertälje SK og MoDo Hockey i SHL. I 2004 blev han svensk mester med HV71, og i 2007 blev han svensk mester med MoDo. I 2011 satte han rekorden som den mest scorende udlænding i den svenske eliteserie.
Skrøder har også repræsenteret Norge i flere internationale turneringer og spillet i alt 113 officielle internationale kampe for Norge (verdensmesterskab og olympiske kampe samt kvalificerende kampe til verdensmesterskabet og OL). Med sine 45 mål og 32 assists har han været en af de vigtigste offensive spillere på det norske landshold i nyere tid.